# Şcheia (Suceava)
Şcheia é uma comuna romena localizada no distrito de Suceava, na região de Bucovina. A comuna possui uma área de 58.30 km² e sua população era de 8555 habitantes segundo o censo de 2007.